# Dino Islamovic
Dino Islamovic (černohorsky Dino Islamović; * 17. ledna 1994, Hudiksvall) je švédský fotbalový útočník a mládežnický reprezentant černohorského původu. V současnosti působí v nizozemském klubu FC Groningen.

## Klubová kariéra
Odchovanec Malmö FF působil 2 roky v mládežnickém a rezervním týmu anglického Fulham FC, za A-tým nenastoupil. Poté byl v Nizozemsku na několika testech, uspěl v klubu FC Groningen, kde v červnu 2014 podepsal dvouletou smlouvu s roční opcí na prodloužení. Do Groningenu přišel jako volný hráč (zadarmo).